# Jon Landau
Jon Landau (Nova Iorque, 23 de julho de 1960 – Los Angeles, 5 de julho de 2024) foi um produtor de cinema norte-americano.
Ficou conhecido por produzir os filmes Titanic (1997), filme o qual ganhou um Oscar, e Avatar (2009), ambos dirigidos por James Cameron.

## Morte
Landau morreu em 5 de julho de 2024 aos 63 anos em Los Angeles, após uma batalha de 16 meses contra um câncer.

## Filmografia
- Campus Man (1987) - produtor
- Honey, I Shrunk the Kids (1989) - produtor
- Dick Tracy (1990) - co-produtor
- Titanic (1997) - produtor
- Solaris (2002) - produtor
- Avatar (2009) - produtor
- Alita: Battle Angel (2019) - produtor
- Avatar: O Caminho da Água (2022) - produtor
- Avatar: The Seed Bearer (2024) - produtor